# Tale e quale show (undicesima edizione)
L'undicesima edizione del talent show Tale e quale show è andata in onda dal 17 settembre al 5 novembre 2021 sempre con la conduzione di Carlo Conti ogni venerdì in prima serata su Rai 1 per otto puntate, seguite dalla decima edizione del torneo, andata in onda stavolta con un'unica puntata il 19 novembre, nella quale si sono sfidati i quattro migliori concorrenti uomini e le tre migliori concorrenti donne di quest'edizione insieme ai due migliori uomini e alle due migliori donne dell'edizione precedente.
Dall'8 gennaio al 12 febbraio 2022 inoltre è andata in onda per quattro puntate di sabato la seconda edizione di Tali e quali.
Ad affiancare Loretta Goggi e Giorgio Panariello nella giuria, a partire da questa edizione il posto di Vincenzo Salemme viene preso da Cristiano Malgioglio. La giuria è affiancata da un imitatore diverso per ogni puntata che, oltre a stilare anch'esso una classifica come quarto giudice, interpreta il personaggio che gli viene assegnato. I concorrenti, invece, sono tredici, rispettivamente otto uomini (di cui un trio che gareggia come singolo concorrente) e cinque donne.
In questa edizione, inoltre, i telespettatori potranno esprimere le proprie preferenze tramite l'utilizzo dei social; le tre esibizioni più apprezzate porteranno ai tre concorrenti rispettivamente 5, 3 e 1 punto.
Quest'edizione si è aperta con un tributo a Raffaella Carrà, scomparsa il 5 luglio 2021.
L'edizione è stata vinta dai Gemelli di Guidonia, si classifica al secondo posto Francesca Alotta, segue al terzo posto Deborah Johnson.

## Cast

### Concorrenti

#### Uomini
- Dennis Fantina
- Gemelli di Guidonia
- Biagio lzzo
- Simone Montedoro
- Pierpaolo Pretelli
- Ciro Priello

#### Donne
- Francesca Alotta
- Deborah Johnson
- Federica Nargi
- Stefania Orlando
- Alba Parietti

### Giudici
La giuria è composta da:
- Loretta Goggi
- Giorgio Panariello
- Cristiano Malgioglio

#### Quarto giudice
In quest'edizione la giuria viene affiancata dalla presenza di un imitatore diverso per ogni puntata (ad eccezione della quinta), che partecipa al voto delle esibizioni e stila una propria classifica come quarto giudice, vestendo i panni di un personaggio famoso per l'intera serata. Nella tabella sottostante sono riportati i nomi dei vari imitatori e dei personaggi imitati.
| Puntata | Messa in onda     | Quarto giudice    | Quarto giudice      |
| Puntata | Messa in onda     | Giudice imitatore | Personaggio imitato |
| ------- | ----------------- | ----------------- | ------------------- |
| 1       | 17 settembre 2021 | Claudio Lauretta  | Vittorio Sgarbi     |
| 2       | 24 settembre 2021 | Vincenzo De Lucia | Maria De Filippi    |
| 3       | 1º ottobre 2021   | Ubaldo Pantani    | Mario Giordano      |
| 4       | 8 ottobre 2021    | Francesca Manzini | Asia Argento        |
| 5       | 15 ottobre 2021   | Vincenzo Salemme  | Vincenzo Salemme    |
| 6       | 22 ottobre 2021   | Claudio Lauretta  | Platinette          |
| 7       | 29 ottobre 2021   | Ubaldo Pantani    | Lapo Elkann         |
| 8       | 5 novembre 2021   | David Pratelli    | Christian De Sica   |

### Coach
Coach dei concorrenti sono:
- Daniela Loi: vocal coach
- Matteo Becucci: vocal coach
- Maria Grazia Fontana: vocal coach
- Fabrizio Mainini: coreografo
- Emanuela Aureli: imitatrice
- Antonio Mezzancella: vocal coach
- Pinuccio Pirazzoli: direttore d'orchestra

## Puntate

### Prima puntata
La prima puntata è andata in onda il 17 settembre 2021 ed è stata vinta dai Gemelli di Guidonia, che hanno interpretato Fedez, Achille Lauro e Orietta Berti in Mille.
| Ordine | Canzone e cantante imitato                   | Concorrente         | Punteggio | Panariello | Goggi | Malgioglio | Lauretta | Concorrenti | Social |
| ------ | -------------------------------------------- | ------------------- | --------- | ---------- | ----- | ---------- | -------- | ----------- | ------ |
| 2      | Mille - Fedez, Achille Lauro e Orietta Berti | Gemelli di Guidonia | 67        | 15         | 14    | 14         | 9        | 10          | 5      |
| 7      | Amami - Emma                                 | Francesca Alotta    | 59        | 13         | 13    | 9          | 14       | 10          | -      |
| 9      | Could It Be Magic - Donna Summer             | Deborah Johnson     | 59        | 14         | 15    | 15         | 15       | -           | -      |
| 10     | Più bella cosa - Eros Ramazzotti             | Dennis Fantina      | 53        | 12         | 11    | 12         | 13       | 5           | -      |
| 3      | Million Reasons - Lady Gaga                  | Stefania Orlando    | 49        | 9          | 9     | 13         | 12       | 5           | 1      |
| 8      | La mordidita - Ricky Martin                  | Pierpaolo Pretelli  | 48        | 10         | 10    | 10         | 10       | 5           | 3      |
| 11     | Cabriolet Panorama - The Kolors              | Ciro Priello        | 42        | 11         | 12    | 11         | 8        | -           | -      |
| 4      | Pistolero - Elettra Lamborghini              | Federica Nargi      | 40        | 8          | 8     | 8          | 11       | 5           | -      |
| 1      | Buonanotte fiorellino - Francesco De Gregori | Simone Montedoro    | 31        | 5          | 7     | 7          | 7        | 5           | -      |
| 6      | Bongo cha cha cha - Caterina Valente         | Biagio Izzo         | 29        | 7          | 6     | 5          | 6        | 5           | -      |
| 5      | Cosa ti aspetti da me - Loredana Bertè       | Alba Parietti       | 27        | 6          | 5     | 6          | 5        | 5           | -      |

- Giudice imitatore: Claudio Lauretta che imita Vittorio Sgarbi
- Ospiti: Alessandro Cattelan (in collegamento video)

### Seconda puntata
La seconda puntata è andata in onda il 24 settembre 2021 ed è stata vinta dai Gemelli di Guidonia, che hanno interpretato i Bee Gees in How Deep Is Your Love.
| Ordine | Canzone e cantante imitato                  | Concorrente         | Punteggio | Panariello | Goggi | Malgioglio | De Lucia | Concorrenti | Social |
| ------ | ------------------------------------------- | ------------------- | --------- | ---------- | ----- | ---------- | -------- | ----------- | ------ |
| 10     | How Deep Is Your Love - Bee Gees            | Gemelli di Guidonia | 63        | 15         | 14    | 14         | 15       | 5           | -      |
| 3      | New York, New York - Liza Minnelli          | Francesca Alotta    | 55        | 14         | 12    | 13         | 11       | 5           | -      |
| 9      | Tutto il resto è noia - Franco Califano     | Simone Montedoro    | 55        | 13         | 10    | 15         | 12       | 5           | -      |
| 7      | What's Love Got to Do with It - Tina Turner | Deborah Johnson     | 54        | 10         | 15    | 10         | 14       | 5           | -      |
| 8      | Grace Kelly - Mika                          | Ciro Priello        | 53        | 12         | 13    | 12         | 10       | 5           | 1      |
| 2      | Malibu - Sangiovanni                        | Pierpaolo Pretelli  | 47        | 11         | 9     | 9          | 13       | -           | 5      |
| 1      | Splendido splendente - Donatella Rettore    | Stefania Orlando    | 44        | 8          | 11    | 8          | 9        | 5           | 3      |
| 5      | Via - Claudio Baglioni                      | Dennis Fantina      | 41        | 9          | 8     | 11         | 8        | 5           | -      |
| 4      | Zitti e buoni - Måneskin                    | Alba Parietti       | 36        | 6          | 6     | 7          | 7        | 10          | -      |
| 6      | Nu jeans e 'na maglietta - Nino D'Angelo    | Biagio Izzo         | 31        | 5          | 5     | 5          | 6        | 10          | -      |
| 11     | Non mi basta più - Baby K                   | Federica Nargi      | 25        | 7          | 7     | 6          | 5        | -           | -      |

- Giudice imitatore: Vincenzo De Lucia che imita Maria De Filippi
- Ospiti: Donatella Rettore, Sangiovanni e Orietta Berti (in collegamento video)

### Terza puntata
La terza puntata è andata in onda il 1º ottobre 2021 ed è stata vinta da Dennis Fantina, che ha interpretato Michele Zarrillo in Una rosa blu.
| Ordine | Canzone e cantante imitato                                          | Concorrente         | Punteggio | Panariello | Goggi | Malgioglio | Pantani | Concorrenti | Social |
| ------ | ------------------------------------------------------------------- | ------------------- | --------- | ---------- | ----- | ---------- | ------- | ----------- | ------ |
| 10     | Una rosa blu - Michele Zarrillo                                     | Dennis Fantina      | 64        | 15         | 15    | 14         | 15      | 5           | -      |
| 8      | L'importante è finire - Mina                                        | Stefania Orlando    | 60        | 14         | 11    | 13         | 14      | 5           | 3      |
| 1      | Knock on Wood - Amii Stewart                                        | Deborah Johnson     | 56        | 11         | 12    | 15         | 13      | 5           | -      |
| 2      | Una carezza in un pugno - Adriano Celentano                         | Simone Montedoro    | 54        | 12         | 13    | 7          | 11      | 10          | 1      |
| 3      | Me ne frego - Achille Lauro                                         | Pierpaolo Pretelli  | 52        | 7          | 10    | 11         | 9       | 10          | 5      |
| 7      | Fenomenale - Gianna Nannini                                         | Francesca Alotta    | 49        | 13         | 14    | 12         | 10      | -           | -      |
| 6      | Il paradiso - Patty Pravo                                           | Alba Parietti       | 41        | 8          | 7     | 8          | 8       | 10          | -      |
| 9      | Si può dare di più - Gianni Morandi, Enrico Ruggeri e Umberto Tozzi | Gemelli di Guidonia | 39        | 9          | 8     | 10         | 12      | -           | -      |
| 11     | I Want to Break Free - Freddie Mercury                              | Ciro Priello        | 36        | 10         | 9     | 5          | 7       | 5           | -      |
| 4      | Pa' ti - Jennifer Lopez                                             | Federica Nargi      | 31        | 6          | 5     | 9          | 6       | 5           | -      |
| 5      | L'estate sta finendo e Vamos a la playa - Righeira                  | Biagio Izzo         | 22        | 5          | 6     | 6          | 5       | -           | -      |

- Giudice imitatore: Ubaldo Pantani che imita Mario Giordano
- Ospiti: Francesco Paolantoni

### Quarta puntata
La quarta puntata è andata in onda l'8 ottobre 2021 ed è stata vinta da Pierpaolo Pretelli, che ha interpretato Clementino in Cos cos cos.
| Ordine | Canzone e cantante imitato           | Concorrente         | Punteggio | Panariello | Goggi | Malgioglio | Manzini | Concorrenti | Social |
| ------ | ------------------------------------ | ------------------- | --------- | ---------- | ----- | ---------- | ------- | ----------- | ------ |
| 9      | Cos cos cos - Clementino             | Pierpaolo Pretelli  | 61        | 10         | 12    | 15         | 14      | 5           | 5      |
| 7      | Mi manchi - Fausto Leali             | Dennis Fantina      | 58        | 12         | 14    | 12         | 15      | 5           | -      |
| 11     | Upside Down - Diana Ross             | Deborah Johnson     | 56        | 15         | 15    | 13         | 13      | -           | -      |
| 3      | Rolling in the Deep - Adele          | Francesca Alotta    | 53        | 13         | 11    | 14         | 10      | 5           | -      |
| 2      | Ma stasera - Marco Mengoni           | Ciro Priello        | 44        | 11         | 10    | 6          | 12      | 5           | -      |
| 5      | Ti lascerò - Anna Oxa                | Stefania Orlando    | 43        | 8          | 7     | 11         | 9       | 5           | 3      |
| 8      | Etienne - Guesch Patti               | Alba Parietti       | 43        | 7          | 8     | 10         | 8       | 10          | -      |
| 4      | Sarà perché ti amo - Ricchi e Poveri | Gemelli di Guidonia | 42        | 14         | 13    | 8          | 6       | -           | 1      |
| 10     | Champagne - Peppino di Capri         | Simone Montedoro    | 42        | 6          | 6     | 9          | 11      | 10          | -      |
| 1      | Oba-ba-luu-ba - Daniela Goggi        | Federica Nargi      | 35        | 9          | 9     | 7          | 5       | 5           | -      |
| 6      | Tico Tico - Carmen Miranda           | Biagio Izzo         | 27        | 5          | 5     | 5          | 7       | 5           | -      |

- Giudice imitatrice: Francesca Manzini che imita Asia Argento
- Ospiti: Daniela Goggi e Fausto Leali

### Quinta puntata
La quinta puntata è andata in onda il 15 ottobre 2021 ed è stata vinta dai Gemelli di Guidonia, che hanno interpretato i New Trolls in Quella carezza della sera.
| Ordine | Canzone e cantante imitato                   | Concorrente         | Punteggio | Panariello | Goggi | Malgioglio | Salemme | Concorrenti | Social |
| ------ | -------------------------------------------- | ------------------- | --------- | ---------- | ----- | ---------- | ------- | ----------- | ------ |
| 7      | Quella carezza della sera - New Trolls       | Gemelli di Guidonia | 70        | 14         | 14    | 15         | 14      | 10          | 3      |
| 11     | Back in Black - AC/DC                        | Dennis Fantina      | 58        | 15         | 15    | 8          | 15      | 5           |        |
| 3      | Arrogante - Irama                            | Pierpaolo Pretelli  | 52        | 12         | 13    | 14         | 8       | -           | 5      |
| 9      | Heart of Glass - Blondie                     | Stefania Orlando    | 52        | 11         | 12    | 11         | 13      | 5           | -      |
| 5      | Un corpo e un'anima - Dori Ghezzi            | Deborah Johnson     | 50        | 8          | 7     | 9          | 11      | 15          | -      |
| 4      | Left Outside Alone - Anastacia               | Francesca Alotta    | 48        | 10         | 8     | 13         | 12      | 5           | -      |
| 10     | Sere nere - Tiziano Ferro                    | Ciro Priello        | 46        | 13         | 11    | 6          | 10      | 5           | 1      |
| 1      | Notte prima degli esami - Antonello Venditti | Simone Montedoro    | 40        | 9          | 10    | 7          | 9       | 5           | -      |
| 2      | Disco bambina - Heather Parisi               | Federica Nargi      | 36        | 6          | 9     | 10         | 6       | 5           | -      |
| 8      | Domani è un altro giorno - Ornella Vanoni    | Alba Parietti       | 32        | 7          | 6     | 12         | 7       | -           | -      |
| 6      | Ricominciamo - Adriano Pappalardo            | Biagio Izzo         | 20        | 5          | 5     | 5          | 5       | -           | -      |

- Quarto giudice: Vincenzo Salemme

### Sesta puntata
La sesta puntata è andata in onda il 22 ottobre 2021 ed è stata vinta da Francesca Alotta, che ha interpretato Mia Martini in E non finisce mica il cielo.
| Ordine | Canzone e cantante imitato                     | Concorrente         | Punteggio | Panariello | Goggi | Malgioglio | Lauretta | Concorrenti | Social |
| ------ | ---------------------------------------------- | ------------------- | --------- | ---------- | ----- | ---------- | -------- | ----------- | ------ |
| 5      | E non finisce mica il cielo - Mia Martini      | Francesca Alotta    | 70        | 15         | 15    | 15         | 15       | 10          | -      |
| 1      | Beat It - Michael Jackson                      | Ciro Priello        | 58        | 11         | 13    | 7          | 11       | 15          | 1      |
| 7      | Se stiamo insieme - Riccardo Cocciante         | Dennis Fantina      | 58        | 12         | 14    | 10         | 12       | 10          | -      |
| 2      | Grande amore - Il Volo                         | Gemelli di Guidonia | 53        | 14         | 12    | 11         | 13       | -           | 3      |
| 9      | Goldfinger - Shirley Bassey                    | Deborah Johnson     | 52        | 13         | 11    | 14         | 14       | -           | -      |
| 8      | La nuova stella di Broadway - Cesare Cremonini | Pierpaolo Pretelli  | 47        | 10         | 9     | 8          | 10       | 5           | 5      |
| 4      | Strong Enough - Cher                           | Stefania Orlando    | 42        | 7          | 8     | 13         | 9        | 5           | -      |
| 10     | Se mi lasci non vale - Julio Iglesias          | Simone Montedoro    | 36        | 9          | 10    | 9          | 8        | -           | -      |
| 11     | Acqua di mare - Romina Power                   | Federica Nargi      | 35        | 8          | 6     | 5          | 6        | 10          | -      |
| 6      | Tomorrow - Amanda Lear                         | Alba Parietti       | 32        | 6          | 7     | 12         | 7        | -           | -      |
| 3      | Alla fiera dell’est - Angelo Branduardi        | Biagio Izzo         | 21        | 5          | 5     | 6          | 5        | -           | -      |

- Giudice imitatore: Claudio Lauretta che imita Platinette

### Settima puntata
La settima puntata è andata in onda il 29 ottobre 2021 ed è stata vinta da Ciro Priello, che ha interpretato Massimo Ranieri in Perdere l'amore.
| Ordine | Canzone e cantante imitato                                        | Concorrente         | Punteggio | Panariello | Goggi | Malgioglio | Pantani | Concorrenti | Social |
| ------ | ----------------------------------------------------------------- | ------------------- | --------- | ---------- | ----- | ---------- | ------- | ----------- | ------ |
| 3      | Perdere l'amore - Massimo Ranieri                                 | Ciro Priello        | 78        | 15         | 15    | 14         | 14      | 15          | 5      |
| 9      | Amici per sempre - Roby Facchinetti, Dodi Battaglia e Red Canzian | Gemelli di Guidonia | 62        | 14         | 12    | 15         | 15      | 5           | 1      |
| 10     | Quello che le donne non dicono - Fiorella Mannoia                 | Stefania Orlando    | 56        | 12         | 14    | 13         | 12      | 5           | -      |
| 2      | I tuoi particolari - Ultimo                                       | Pierpaolo Pretelli  | 54        | 13         | 13    | 11         | 9       | 5           | 3      |
| 11     | Jailhouse Rock - Elvis Presley                                    | Dennis Fantina      | 47        | 10         | 9     | 12         | 11      | 5           | -      |
| 7      | Without You - Mariah Carey                                        | Francesca Alotta    | 46        | 9          | 11    | 8          | 13      | 5           | -      |
| 4      | I Will Survive - Gloria Gaynor                                    | Deborah Johnson     | 40        | 11         | 10    | 9          | 10      | -           | -      |
| 5      | Non c'è più niente da fare - Bobby Solo                           | Simone Montedoro    | 35        | 7          | 8     | 7          | 8       | 5           | -      |
| 8      | Angie - Mick Jagger                                               | Alba Parietti       | 31        | 5          | 5     | 10         | 6       | 5           | -      |
| 6      | Musica leggerissima - Colapesce e Dimartino                       | Biagio Izzo         | 28        | 6          | 7     | 5          | 5       | 5           | -      |
| 1      | Occhi di gatto - Cristina D'Avena                                 | Federica Nargi      | 27        | 8          | 6     | 6          | 7       | -           | -      |

- Giudice imitatore: Ubaldo Pantani che imita Lapo Elkann
- Ospiti: Francesco Paolantoni

### Ottava puntata
L'ottava puntata è andata in onda il 5 novembre 2021 ed è stata vinta dai Gemelli di Guidonia, che hanno interpretato The Beatles in Help. Questa puntata ha inoltre decretato i Gemelli di Guidonia campioni dell'edizione.
| Ordine | Canzone e cantante imitato                              | Concorrente         | Punteggio | Panariello | Goggi | Malgioglio | Pratelli | Concorrenti | Social |
| ------ | ------------------------------------------------------- | ------------------- | --------- | ---------- | ----- | ---------- | -------- | ----------- | ------ |
| 5      | Help - The Beatles                                      | Gemelli di Guidonia | 66        | 14         | 15    | 15         | 14       | 5           | 3      |
| 7      | I Say a Little Prayer - Aretha Franklin                 | Deborah Johnson     | 59        | 13         | 14    | 12         | 15       | 5           | -      |
| 1      | Sei bellissima - Loredana Bertè                         | Francesca Alotta    | 56        | 12         | 13    | 13         | 13       | 5           | -      |
| 11     | Rock DJ - Robbie Williams                               | Pierpaolo Pretelli  | 50        | 10         | 11    | 11         | 8        | 5           | 5      |
| 2      | Bad Habits - Ed Sheeran                                 | Ciro Priello        | 47        | 9          | 12    | 9          | 11       | 5           | 1      |
| 10     | Tanto pe' canta' - Nino Manfredi                        | Simone Montedoro    | 43        | 8          | 10    | 8          | 12       | 5           | -      |
| 4      | Sono bugiarda - Caterina Caselli                        | Stefania Orlando    | 42        | 7          | 7     | 14         | 9        | 5           | -      |
| 9      | Buonasera buonasera - Sylvie Vartan                     | Federica Nargi      | 41        | 11         | 8     | 7          | 10       | 5           | -      |
| 6      | Mi sono innamorato di tuo marito - Cristiano Malgioglio | Biagio Izzo         | 35        | 15         | 5     | 5          | 5        | 5           | -      |
| 8      | Per Elisa - Alice                                       | Alba Parietti       | 34        | 6          | 6     | 10         | 7        | 5           | -      |
| 3      | Con te partirò - Andrea Bocelli                         | Dennis Fantina      | 31        | 5          | 9     | 6          | 6        | 5           | -      |

- Giudice imitatore: David Pratelli che imita Christian De Sica
- Ospiti: Serena Autieri che imita Loretta Goggi in Maledetta primavera
- Nota: ciascun concorrente ha assegnato i suoi cinque punti al concorrente dell'esibizione successiva, e l'ultimo li ha assegnati al primo.

## Cinque punti dei concorrenti
Ogni concorrente deve dare cinque punti a uno degli altri concorrenti (oppure a sé stesso). Questi cinque punti, assegnati dopo i punteggi forniti dai membri della giuria (a differenza della settima e dell'ottava puntata, dove sono stati forniti prima), contribuiscono a formare la classifica finale e il vincitore di puntata, che viene svelato al termine della stessa.
| Puntata | Alotta   | Fantina             | Gemelli di Guidonia | Izzo                | Johnson   | Montedoro           | Nargi     | Orlando             | Parietti | Pretelli            | Priello   |
| ------- | -------- | ------------------- | ------------------- | ------------------- | --------- | ------------------- | --------- | ------------------- | -------- | ------------------- | --------- |
| 1       | Pretelli | Nargi               | Montedoro           | Gemelli di Guidonia | Fantina   | Gemelli di Guidonia | Izzo      | Alotta              | Orlando  | Alotta              | Parietti  |
| 2       | Orlando  | Priello             | Izzo                | Montedoro           | Parietti  | Izzo                | Alotta    | Parietti            | Johnson  | Gemelli di Guidonia | Fantina   |
| 3       | Nargi    | Montedoro           | Pretelli            | Johnson             | Montedoro | Parietti            | Fantina   | Pretelli            | Priello  | Orlando             | Parietti  |
| 4       | Parietti | Orlando             | Montedoro           | Pretelli            | Nargi     | Priello             | Parietti  | Fantina             | Alotta   | Izzo                | Montedoro |
| 5       | Johnson  | Gemelli di Guidonia | Orlando             | Priello             | Alotta    | Nargi               | Johnson   | Gemelli di Guidonia | Johnson  | Fantina             | Montedoro |
| 6       | Fantina  | Pretelli            | Fantina             | Alotta              | Orlando   | Priello             | Priello   | Priello             | Nargi    | Alotta              | Nargi     |
| 7       | Priello  | Alotta              | Parietti            | Priello             | Fantina   | Gemelli di Guidonia | Montedoro | Pretelli            | Priello  | Orlando             | Izzo      |
| 8       | Priello  | Orlando             | Izzo                | Johnson             | Parietti  | Pretelli            | Montedoro | Gemelli di Guidonia | Nargi    | Alotta              | Fantina   |

## Classifiche

### Classifica generale
Anche quest'anno la classifica finale è stata determinata, oltre che dai punti guadagnati da ciascun concorrente nelle esibizioni di tutte le puntate, anche da altri 5 punti bonus, assegnati nell'ultima puntata da ogni giudice e dai coach a un concorrente a loro scelta, rispettivamente:
- Giorgio Panariello: Simone Montedoro
- Loretta Goggi: Ciro Priello
- Cristiano Malgioglio: Gemelli di Guidonia
- Coach: Ciro Priello

| Posizione | Concorrente         | Punti |
| --------- | ------------------- | ----- |
| 1         | Gemelli di Guidonia | 467   |
| 2         | Francesca Alotta    | 436   |
| 3         | Deborah Johnson     | 426   |
| 4         | Ciro Priello        | 414   |
| 5         | Pierpaolo Pretelli  | 411   |
| 6         | Dennis Fantina      | 410   |
| 7         | Stefania Orlando    | 388   |
| 8         | Simone Montedoro    | 341   |
| 9         | Alba Parietti       | 276   |
| 10        | Federica Nargi      | 270   |
| 11        | Biagio Izzo         | 213   |

- I Gemelli di Guidonia vincono l'undicesima edizione di Tale e quale show.
- Francesca Alotta è la seconda classificata.
- Deborah Johnson è la terza classificata.

### Classifica categoria Uomini
| Posizione | Concorrente         | Punti |
| --------- | ------------------- | ----- |
| 1         | Gemelli di Guidonia | 467   |
| 2         | Ciro Priello        | 414   |
| 3         | Pierpaolo Pretelli  | 411   |
| 4         | Dennis Fantina      | 410   |
| 5         | Simone Montedoro    | 341   |
| 6         | Biagio Izzo         | 213   |

- I Gemelli di Guidonia sono i primi classificati della categoria Uomini.
- Ciro Priello, Pierpaolo Pretelli e Dennis Fantina si qualificano alla decima edizione del torneo.
- Simone Montedoro e Biagio Izzo sono eliminati.

### Classifica categoria Donne
| Posizione | Concorrente      | Punti |
| --------- | ---------------- | ----- |
| 1         | Francesca Alotta | 436   |
| 2         | Deborah Johnson  | 426   |
| 3         | Stefania Orlando | 388   |
| 4         | Alba Parietti    | 276   |
| 5         | Federica Nargi   | 270   |

- Francesca Alotta è la prima classificata della categoria Donne.
- Deborah Johnson e Stefania Orlando si qualificano alla decima edizione del torneo.
- Alba Parietti e Federica Nargi sono eliminate.

## Tale e quale pop
Come nelle precedenti edizioni, in ogni puntata vi è uno spazio in cui vengono trasmessi video amatoriali inviati da telespettatori che si cimentano nell'imitazione canora di un personaggio del panorama musicale italiano o internazionale. I protagonisti dei migliori video sono stati invitati negli studi di Tale e quale show per partecipare come concorrenti alla seconda edizione di Tali e quali, andata in onda dall'8 gennaio al 12 febbraio 2022 per quattro puntate di sabato.

## Ascolti
| Puntata | Messa in onda     | Telespettatori | Share  |
| ------- | ----------------- | -------------- | ------ |
| 1       | 17 settembre 2021 | 3 969 000      | 22,48% |
| 2       | 24 settembre 2021 | 3 787 000      | 20,98% |
| 3       | 1º ottobre 2021   | 4 027 000      | 21,88% |
| 4       | 8 ottobre 2021    | 4 204 000      | 21,84% |
| 5       | 15 ottobre 2021   | 4 319 000      | 22,50% |
| 6       | 22 ottobre 2021   | 4 116 000      | 21,60% |
| 7       | 29 ottobre 2021   | 4 250 000      | 21,80% |
| 8       | 5 novembre 2021   | 4 509 000      | 22,60% |
| Media   | Media             | 4 148 000      | 21,96% |